# 我们爱科学
《我们爱科学》创刊于1960年，是中国大陆最早创刊的少儿科普期刊，爲科普类半月刊，编辑部位于北京市。

## 概述
此刊物由中国少年儿童新闻出版总社有限公司主办，分为适合8－15岁学生阅读的少年版（魅力科学和智慧百科）和适合5－8岁儿童阅读的儿童版（趣味画报和快乐动漫）。截至2020年，杂志编辑团队有13人，均有研究生学历或者是在读研究生，主要收入来自期刊发行和图书销售，分别约占60%与40%。

## 历史
1957年，中国少年儿童出版社知识读物编辑室编辑郑延慧决定创办面向少年儿童的综合性知识期刊。她在出版社的墙报上张贴启事，向同事征名，一同办公的中国青年出版社编辑也给出了不少建议。最终编辑部确定了《我们爱科学》这个刊名。1960年，杂志正式创刊，郑延慧担任首任主编。随着文化大革命爆发，1966年，停刊。1977年4月，以《少年科技》之名复刊，出版两期后，1978年3月正式恢复原刊名《我们爱科学》。
2002年，杂志改为半月刊，16开40页，封面及内文大部分彩色印刷。每月1号、5号出版。杂志2010年月发行量突破百万，2016年月发行量达140万册，领先于同类少儿期刊中发行量；2020年，杂志月发行量超过100万份。杂志曾在刊物中引入二维码、语音码、擴增實境等多媒体技术。

## 荣誉
《我们爱科学》在2018年由中华人民共和国国家新闻出版广电总局新闻报刊司评为2017年全国“百强报刊”。除此以外，《我们爱科学》还曾获得中国出版政府奖、国家期刊奖百种重点期刊、中国优秀少儿报刊金奖等荣誉。

## 评价
主编王荣伟认为，杂志历经60年保持畅销的原因可总结为重视读者、重视作者、重视市场。现有的四个分类基本涵盖了科学的各个领域，而且又考虑了低龄儿童的阅读水平和习惯。
北京印刷学院黄俏旻认为，《我们爱科学》的杂志名称不论是创刊时还是现在都是品牌名称的成功案例，简洁明晰、辨析度高且容易记忆；杂志编辑部一直以来注重与读者的互动，包括杂志的猜谜、读者来稿与实验环节，与中小学校开办展会讲座活动，以及互联网线上互动；细分不同年龄段的读者，分别安排对应年龄段的内容，迎合读者口味也是杂志常年畅销的原因。